# Ossonis indica
Ossonis indica är en skalbaggsart som beskrevs av Stefan von Breuning 1954. Ossonis indica ingår i släktet Ossonis och familjen långhorningar. Inga underarter finns listade i Catalogue of Life.